# نيكولاي روجاليف
نيكولاي دميرتيفيش روجاليف (مواليد 17 فبراير 1962) (بالروسية: Николай Дмитриевич Рогалёв)‏ هو عالم روسي متخصص في مجال علم الطاقة. رئيس معهد هندسة الطاقة موسكو (MPEI) منذ عام 2013.

## مسيرته
ولد نيكولاي دميرتيفيش روجاليف بتاريخ 17 فبراير 1962 في قرية أوروسو، جمهورية التتار الاشتراكية السوفيتية المستقلة، الاتحاد السوفياتي. في عام 1985 تخرج من كلية الحرارة والطاقة في معهد هندسة الطاقة موسكو. في عام 1988 دافع عن أطروحة دكتوراه (حول موضوع "التقنيات الإيكولوجية في هندسة الطاقة الحرارية"). تم تدريبه في معهد الابتكار والإبداع ورأس المال من جامعة تكساس في أوستن في عام 1996، وعمل كباحث زائر في جامعة تكساس في أوستن في عامي 1994 و 1997.